# Патриша Максуел
Патриша Максуел (на английски: Patricia Maxwell) е американска писателка на бестселъри в жанра романс и трилър. Пише под псевдонимите Дженифър Блейк (на английски: Jennifer Blake), Максин Патрик (на английски: Maxine Patrick), Патриша Пондър (на английски: Patricia Ponder), и Елизабет Трехърна (на английски: Elizabeth Trehearne).

## Биография и творчество
Патриша Максуел, с рожд.име Патриша Ан Пондър, е родена на 9 март 1942 г. в Голдона, Луизиана, САЩ. Тя е седмо поколение луизианец и има английски, ирландски, уелски, шотландски, немски, френски и индиански произход. Родена е в 120-годишна къща близо до Голдона и прекарва детството си във ферма от 320 дка в Северна Луизиана. Благодарение на майка си от ранна възраст чете много трилъри, уестърни, исторически романи и романси.
Омъжва се за Лейдъл Максуел на 15-годишна възраст и става домакиня и майка. Имат четири деца. Иска да бъде нещо повече от домакиня и на 21 г. се опитва да опише една своя фантазия свързана с историческата Шотландия. После участва в шестседмичен кореспондетски курс по писане и започва да работи.
В следващите седем години пише статии, стихотворения и разкази. Съпругът ѝ я насърчава в работата и ѝ купува пишеща машина, за да работи по-бързо и лесно. Освен това пише и роман. Първият ръкопис не е ѝ харесва, оставя го и пише втори роман. Още първият издател, на когото го предлага, го харесва, с малко допълнение, и тя продава първата си книга на 27 г. Трилърът „The Secret of Mirror House“ е публикуван през 1969 г.
В средата на 70-те е помолена от издателя си да напише нещо в нововъзникващия жанр на историческата романтика. Романсът ѝ „Love's Wild Desire“ от 1978 г. става бестселър. Той излиза под псевдонима Дженифър Блейк, за да се разграничи от предишните ѝ роман. За своите исторически романи е била определяна като „пионер на романтичния жанр“, както и „икона на романтичната индустрия“.
Под своето име Патриша Максуел публикува своите готически трилъри, под името Патриша Пондър пише криминални романи и романтични трилъри, под името Максин Патрик – съвременни романси, а като Дженифър Блейк пише популярните исторически романси. Пише по шест часа на ден, пет дни в седмицата, в домашния си офис, и обикновено завършва по една книга всяка година. Сюжетите на много от нейните книги са на фона на родния ѝ щат Луизиана.
Книгите на Патриша Максуел са били многократно бестселъри. Те са преведени на над 20 езика и за издадени в над 30 милиона екземпляра.
Тя е член и основател е на Асоциацията на писателите на романси на Америка и е член на Залата на славата на списание „Affaire de Coeur“.
Патриша Максуел живее със съпруга си в къща в карибски стил в Куитман, Северна Луизиана, и в Аурора, Колорадо. В свободното си време тя събира антики, живопис и капитонирани произведения. Алергична е към много химикали и поддържа малка собствена органична градина, в която отглежда също и антични рози.

## Произведения

### Като Патриша Максуел

#### Самостоятелни романи
- The Secret of Mirror House (1969)
- Stranger At Plantation Inn (1970)
- The Court of the Thorn Tree (1973)
- The Bewitching Grace (1973)
- Bride of a Stranger (1974)
- Dark Masquerade (1974)
- The Notorious Angel (1977)
- Sweet Piracy (1978)
- Night of the Candles (1978)

### Като Елизабет Трехърна

#### Самостоятелни романи
- Storm At Midnight (1973) – с участието на Карол Албритън

### Като Патриша Пондър

#### Самостоятелни романи
- Haven of Fear (1974)
- Murder for Charity (1974)

### Като Максин Патрик

#### Самостоятелни романи
- The Abducted Heart (1978)
- The Hired Wife (1978)
- Bayou Bride (1979)
- Snowbound Heart (1979)
- Love at Sea (1980)
- Captive Kisses (1980)
- April of Enchantment (1981)

### Като Дженифър Блейк

#### Самостоятелни романи
- Love's Wild Desire (1978)
- Нежната измамница, Tender Betrayal (1979)
- The Storm and the Splendor (1979)
- Golden Fancy (1980)
- April of Enchantment (1981)
- Прегърни и завладей, Embrace and Conquer (1981)
- Snowbound Heart (1982)
- Surrender in Moonlight (1984)
- Midnight Waltz (1984) – награда „Маги“
- Fierce Eden (1985)
- Prisoner of Desire (1986)
- Испанска серенада, Spanish Serenade (1987)
- Southern Rapture (1987) – награда „Маги“
- Авантюристката, Louisiana Dawn (1987)
- Парфюмът на рая, Perfume of Paradise (1988)
- Love and Smoke (1989)
- Любов и омраза, Joy and Anger (1991)
- Див жасмин, Wildest Dreams (1992)
- Arrow to the Heart (1993)
- Shameless (1994)
- Нежният измамник, The Silver Tongued Devil (1995)
- Tigress (1996)
- Garden of Scandal (1997)
- The Abducted Heart (2010)
- Bayou Bride (2010)
- A Bewitching Grace (2010)
- Bride of a Stranger (2010)
- The Storm and The Splendour (2010)
- Sweet Piracy (2010)

#### Серия „Кралското семейство на Рутения“ (Royal Family of Ruthenia)
1. Royal Seduction (1983)
2. Кралски страсти, Royal Passion (1986)

#### Серия „Луизианския джентълмен“ (Louisiana Gentleman)
1. Kane (1998)
2. Luke (1999)
3. Roan (2000)
4. Clay (2001)
5. Wade (2002)

#### Серия „Майсторите на оръжия“ (Masters at Arms)
1. Challenge to Honor (2004)
2. Dawn Encounter (2006)
3. Rogue's Salute (2007)
4. Guarded Heart (2008) – награда за най-добър исторически романс
5. Gallant Match (2009)
6. Triumph in Arms (2010)

#### Серия „Грейс“ (Grace)
1. By His Majesty's Grace (2011)
2. By Grace Possessed (2011)
3. Seduced by Grace (2011)

#### Серия „Италианските милиардери“ (Italian Billionaires)
1. The Tuscan's Revenge Wedding (2012)
2. The Venetian's Daring Seduction (2013)

#### Сборници разкази и новели
- „Dream Lover“ в A Dream Come True (1994) – с Джорджина Джентри, Шърл Хенке, Анита Милс и Беки Ли Уейриш
- „Besieged Heart“ в Secrets of the Heart (1994) – с Маделин Бейкър, Джорджина Джентри, Шърл Хенке и Патриша Райс
- „The Warlock's Daughter“ в Star-Dust (1994) – с Гленда Сандърс, Бетина Кран и Джоди Томас
- „Reservations“ в Honeymoon Suite (1995) – с Маргарет Броули, Рут Джийн Дейл и Шерил Лин
- „Out of the Dark“ в A Purrfect Romance! (1995) – с Робин Лий Хачър и Сюзън Уигс
- „Pieces of Dreams“ в The Quilting Circle (1996) – с Джо Ан Касиди, Джоан Касити, Кристина Кордейри и Линда Шерцер
- A Vision of Sugarplums в Joyous Season (1996) – с Олга Бикос, Хана Хауъл и Фърн Майкълс
- „Love in Three-Quarter Time“ в Unmasked (1997) – с Джанет Дейли и Елизабет Гейдж
- „John 'Rip' Peterson“ в Southern Gentleman (1998) – с Емили Ричардс
- With a Southern Touch (2002) – с Хедър Греъм и Даяна Палмър
- „Pieces of Dreams“ в With Love (2002) – с Кристин Хана и Линда Лейл Милър

#### Новели
- Out of the Dark (2011)
- A Vision of Sugarplums (2011)
- The Warlock's Daughter (2011)
- The Rent-A-Groom (2012)
- Pieces of Dreams (2012)
- Captive Kisses (2012)
- Love At Sea (2012)